# 安倍經濟學

2012年開始的日圓貶值（右方高峰），但後來已經逐漸回復

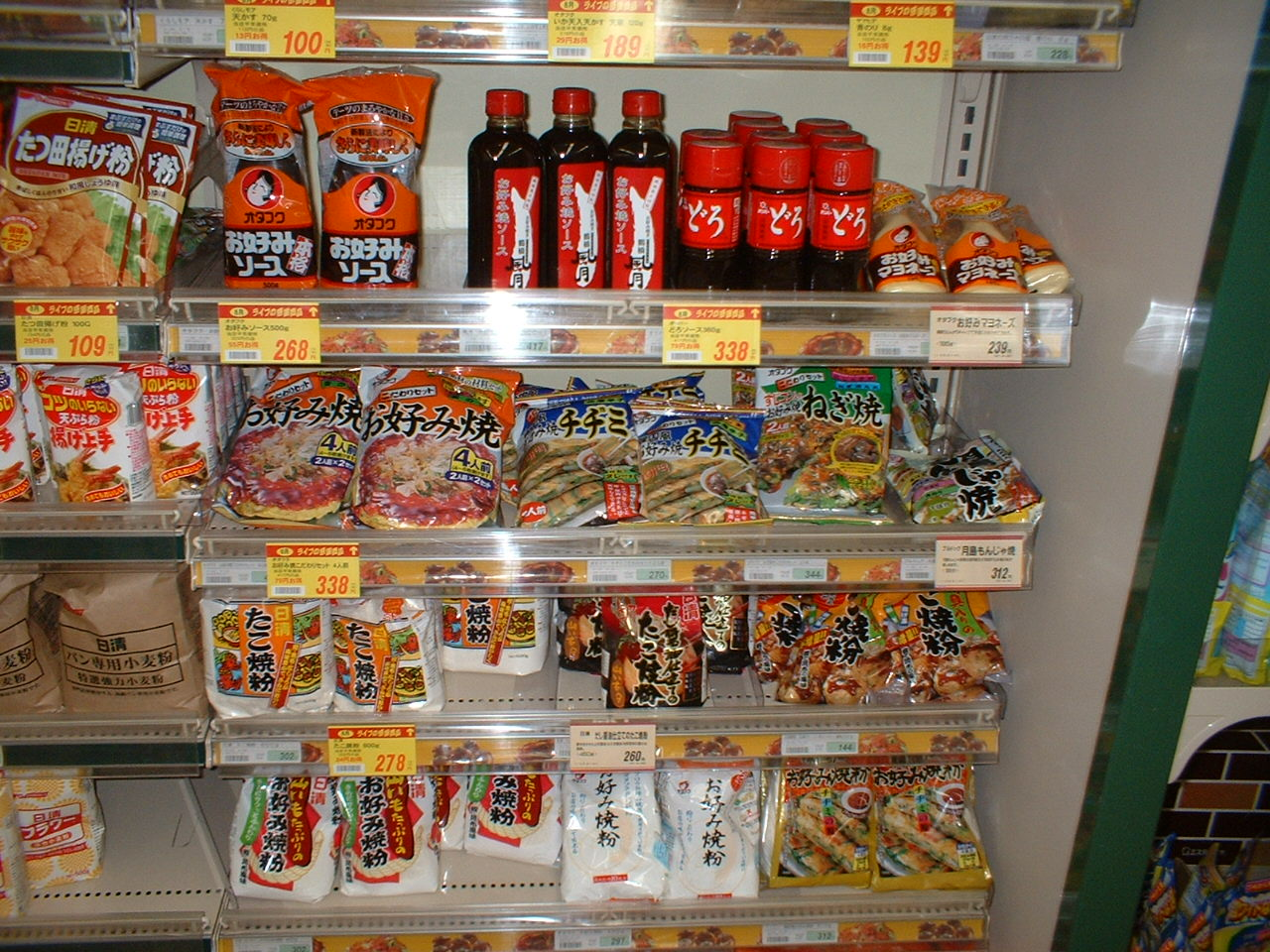
貶值後期望的物價上漲和帶動消費並不明顯，因為日本市場競爭激烈，多數商家和工廠不敢漲價。

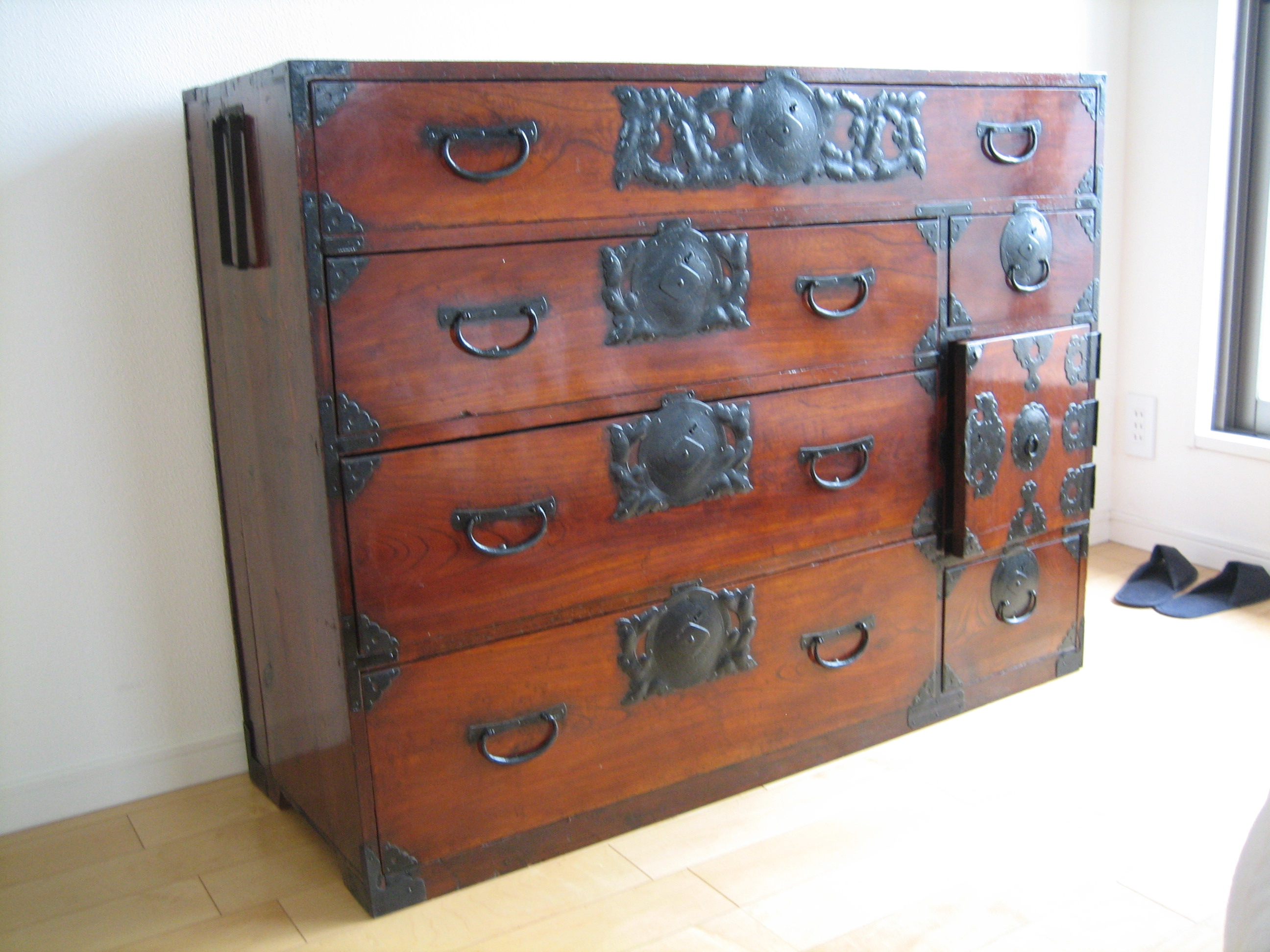
團塊世代在零利率時代造成大筆衣櫃存款的習慣，安倍希望物價上漲將民眾的存款逼入消費。

安倍經濟學是指前日本首相安倍晋三為了挽救日本沉寂多年的經濟困局，在第二次安倍內閣任內所提出的一系列政策。實質為量化寬鬆政策，試圖以貨幣貶值提高日本商品在國際上的競爭力。但是為了擺脫日本經濟的通货紧缩，安倍經濟學設立通货膨胀目標制度（inflation targeting），即修改《日本銀行法》，推行积极的货币宽松政策。

## 詞源
安倍經濟學的日文名稱是由安倍（Abe）和经济学（economics）的混成詞而來，因前美国总统罗纳德·里根曾推出以他命名的「雷根經濟學」，所以安倍仿效前人称其經濟政策為「安倍經濟學」，實際上並非經濟學的學說。此一名詞於2012年11月起被廣泛地使用，於2006年，第一次安倍內閣自由民主黨幹事長中川秀直就曾經使用此稱呼。

## 內容
安倍经济学的主要政策被安倍晋三称为“三支箭”。

### 三支箭
- 第一支箭：积极的金融政策——大規模量化寬鬆
- 第二支箭：灵活的財政政策——擴大國家財政支出
- 第三支箭：構造改革的經濟政策——促使并发展民間投資[12]

其他具体政策包括：
- 2%通漲目標[5][13][14]
- 改變日圓匯率高漲，不利出口的情況[6]
- 調高消費稅
- 無限制的量化寬鬆措施[6][14]
- 透過日本银行的公开市场操作，購買公共事業國債並長期持有[15]
- 負銀行貼現率[16]
- 修改《日本銀行法》[6]
- 激勵地方小經濟圈再生[17]
- 大規模的公共投資[6]
- 加強女性就業主義

為了推行此經濟政策，安倍在內閣府特命擔當大臣甘利明之下設置日本經濟再生本部，以及在本部之下再設經濟財政諮問會議、產業競爭力會議。並以贊同通貨膨脹至2%的黑田東彥取代白川方明出任日本銀行總裁。

### 新三支箭
- 第一支箭：誕生出新希望的強力經濟
- 第二支箭：編織夢想的生育支援計劃
- 第三支箭：與安心相伴的社會保障

組織：
安倍首相在2015年10月的第3次安倍晋三改造内閣中提出「安倍經濟學的第二階段」。

### 論文
2014年6月30日、安倍晉三在《金融时报》日文版发文称：「我的『第三支箭』要打倒挾持日本經濟的惡魔」、如果没有经济发展的话，不可能实现稳健的财政，並表明考慮對日本經濟進行結構改革。
改革内容如下：
- 降低公司税，2014年下调2.4%，几年内下调至20%。
- 放松管制，對外资开放日本的能源、農業、醫療等产业。
- 允許有工作且育有子女的妇女，可以雇用外國勞動者來分擔家務。

此外，據2014年4月調升的消費稅顯示，「影響有限」。
2014年8月9日、安倍在月刊雜誌「文藝春秋」9月号发表题为《安倍經濟學第二章起動宣言》的文章，称「經濟成長是安倍政權的最優先課題」，决心摆脱通貨緊縮，全力发展地方經濟并应对人口减少的问题。

### 推進体制
為了促進經濟政策，經濟財政政策擔當相甘利明的轄下設立日本經濟再生本部，在其下面更設立經濟財政諮問会議、產業競争力会議。

## 背景
- 失去的二十年

## 日本在野黨的反應
對於安倍經濟學的論戰呈現兩極，重視競争原理指向小政府，而眾人之黨與日本維新會的方向性是同調。

## 各界反應
前大藏省官僚、亞洲開發銀行（ADB）總裁的黒田東彦評價安倍經濟政策是「適切的」，並表態支持。
經團連名誉会長奥田碩（現任豐田自動車會長兼社長）稱，日圓從90貶到100是正確的匯率。
日本汽車工業協會會長豐田章男稱「『失落的20年』間當中、日本企業的時價總額失去360兆日圓」，分析「『安倍經濟學』可以拿回一半並對安倍政權評價。
瑞穗研究所的首席经济学家高田(Hajime Takata)在2015年3月发布的一份声明中表示：“企业仍然不信任安倍经济学，在经过长达十五年的通货紧缩之后，日本企业的心态仍然是保守的。”
日本经济新闻社在2015年3月调查中发现仅有36%的民众认为在安倍经济学的作用下，日本经济的景气度将变好，47%的民众认为日本经济“不会变好”。在“是否对家庭收入增加抱有希望”的问题中，有14%民众回答“有”，77%的民众认为“无”。
在2015年1-2月日本全国都道府县知事以及市区町村长实施了一项问卷调查结果显示，该国约八成地方的首长就安倍政府激活地区经济的应对表示不满，认为“看不到足够的成绩”。调查于面向日本47个都道府县的知事、市区町村的首长实施，共有1776人给出答复，回答比例为99%。

### 消費税増税
日本全国消费税已从2019年10月1日调至10%。

## 世界反應

### 支持
諾貝爾經濟學獎得主保羅·克魯格曼在紐約時報發文稱安倍經濟學高度評價並稱「會伴隨著一個偉大的結果」。保羅·克魯格曼評價安倍經濟學，認為這是日本從通貨緊縮陷阱打破的一個必要的政策。此外，「日本央行對於政策方針的轉換，設定了2%的物價目標，這個效果持續促使政府短時間刺激經濟與財政刺激。

### 反对

#### 国际组织
2015年1月15日，国际货币基金组织总裁拉加德警告日本經濟處於长期延滯，2015年1月19日国际货币基金组织（IMF）调查局局长布兰查德表示2014年日本经济低增长出乎意料，而且认为日本为经济增长與促进投资实施的构造改革（Structural reform）还存在不足之处。並且预测2015年日本经济增长率为0.6%。

#### 韓國
大韓民國中央日報認為「日圓疲弱能導致韓國的出口放緩」「但是，受日圓走軟對韓國出口的競爭力，專家的影響，被視為不大於多」。此外，朝鮮日報稱「韓国的出口企業因日圓貶值而韓圜升值而感到緊張感加強。
韓國的中央銀行總裁金仲秀指謫，日本央行的決定有問題。「一個受到影響的（匯率）水平。速度變化也是問題。日本央行操作太急躁。」

#### 德國
德国總理梅克尔曾批评安倍货币政策引发日圓大幅贬值。德国中央银行德意志聯邦銀行在2013年8月月报中表示，安倍经济学对经济上扬的效果只是昙花一现的。

#### 中国
2013年1月24日，中華人民共和國官方媒體新華社稱日本中央銀行的金融緩和政策是以鄰為壑，導致其他國家也將被迫跟進，全球貨幣戰爭可能發生纏繞的危機。
2013年3月4日，中華人民共和國的評級公司「大公国際資信」評價安倍經濟學稱，日本財政狀況惡化，宣布下調日本國債的信用評級。

#### 美國
2014年12月，美国评级公司穆迪下调日本债券评级，穆迪表示因日本政府削减债务的能力和安倍经济学等因素影响，所以下调日本评级。
2014年12月评级公司惠誉表示，因安倍推迟上调消费税将日本A+长期外币发行人违约评级列入负面观察名单，并计划在2015上半年评估决定是否下调日本的评级。

## 實際效果

### 正面影響
相比民主黨執政的2012年日本股市衰退到只有8,000點上下，安倍執政後推動日幣貶值，造成日本股市創下泡沫經濟時代以來的新高點，日經平均指數直達20,000點以上的大關，為民主黨執政時的兩倍以上，安倍經濟學效果顯著。
日本各大企業如豐田汽車、索尼公司等代表性公司在安倍經濟學後紛紛創下歷史新高的營益，作為日本最大企業的豐田汽車在2013年的整體營利增長了89.5%。
日經平均指數創下1992年1月泡沫期以來的新高，同時，企業有效招聘倍率在日本各個地方都超過1倍。作為日本最優先課題的「擺脫通貨緊縮」，終於發展到目前「並非通貨緊縮」的局面。在貿易領域，推動日歐經濟合作協定（EPA）與不含美國的跨太平洋經濟合作協定（TPP11）談判達成妥協。在稅制改革方面，果斷實施了將法人稅實際稅率下調至20％左右等舉措。
在2018年1月23日日經平均指數來到最高點24,124.15點，創下泡沫經濟1991年11月15日以來，時隔約26年首度突破2萬4000點大關。東證一部（主板）當日的交易額預計為2.7548兆日元。

### 負面影響
日圓贬值一方面可以增加出口的競爭力，同時导致进口商品及汽油价格高涨，主要獲利者為大型企業，而且民眾的開銷也不斷上升，貧富差距日益嚴重。
安倍經濟政策留下課題的是監管改革和社會保障改革。關於監管改革，解雇的金錢解決機制的引進和大膽吸引外國人才等措施未取得進展。在社會保障方面，養老金領取年齡的提高、擴大醫療領域等的老年人負擔等根本性改革仍未著手。圍繞拉動「安倍經濟學」的貨幣寬鬆政策，日本銀行（央行）正在逐步減少國債購買額，需要採取走向金融正常化的退出戰略。此外，二度推遲消費稅增稅的財政健全化也成為課題，2019年10月確實實施消費稅增稅，和達成安倍推遲的基礎財政收支的盈餘化目標成為當務之急。
2021年12月17日，日本首相岸田文雄在国会会议中承认，日本政府自2013年以来虚报了建筑业订单数据，由于这项数据也被用在计算国内生产总值（GDP）上面，造假恐导致日本GDP被高估。不过岸田文雄则称，自2020年1月已改善有关数据，对2020至2021年经济增长数据没有影响。而数据造假的2013年至2020年正是安倍晋三执政期间，这也间接证实了安倍经济学的效果可能被高估。

## 遗产
哈佛大学教授、前美国财政部长萨默斯预计，世界各地发达国家的政策制定者将研究“安倍经济学”的遗产。他表示，“安倍经济学”是应对长期经济停滞挑战的一次积极尝试。“它将被铭记。在很长一段时间内，这是对宏观经济战略采取的更积极、更成功的一次重新规划。”